# Брест-Литовск (концентрационный лагерь)
Лагерь пленных в Брест-Литовске (пол. Brześć Litewski, пол. Brześć nad Bugiem) — группа лагерей военнопленных на территории Брестской крепости, созданных властями Польской республики в 1919-1920 годах, ныне город Брест в Беларуси (в польский период город сперва ещё назывался Брест-Литовск, затем Брест-на-Буге). С 1919 года по 1920 год здесь содержались военнопленные из РККА, часть которых погибла из-за голода, инфекционных заболеваний и жестокого обращения, и интернированные из украинских формирований.

## Устройство лагеря
10 и 11 октября 1919 года группу лагерей военнопленных в Брест-Литовске посетили уполномоченные  Международного комитета Красного Креста (д-р Шатенэ, г-н В. Глур и военный врач Французской военной миссии д-р Камю). Согласно их описанию, под объекты лагеря с отличными друг от друга условиями проживания использовались следующие постройки Брестской крепости:
- Лагерь форта Граф Берг —  «спрятан в подземных бастионах за тяжёлыми, герметично закрытыми дверьми с маленьким двориком для ежедневных прогулок».

- Офицерский лагерь —  «пленные размещены в двухэтажных бастионах. Спальни расположены в низких, сводчатых помещениях, освещаемых двумя окнами, выходящими на восток. Индивидуальные кровати, без матрасов и одеял».

- Казармы Граевские —  «расположена вдоль железнодорожного пути между городом и крепостью».

- Лагерь Буг-шуппе (или Бугшопа) —  «унылый вид этого лагеря, состоящего из развалившихся большей частью бараков, оставляет жалкое впечатление... после двух месяцев злополучных экспериментов военные власти признали необходимость покинуть лагерь и обустроить другой, названный "Красный лагерь"».

- «Красный лагерь» (предположительно, из-за красного цвета бараков[2]) —  «на северо-западе крепости среди кирпичных бараков, окружённых грудами мусора и рваной проволоки... 5 строений типового образца, вмещающих по 3 длинных помещения на 200 человек, каждая с 6-ю цилиндрическими печами, которые топятся дровами, и 11-ю высокорасположенными окнами, сквозь которые проникает достаточно света».

## История лагеря
С сентября по ноябрь 1919 года в этом месте (под названием Лагерь военнопленных №5 в Бресте Литовском) содержались пленённые войсками Польской республики немцы.
Во время польско-советской войны (1919—1921) лагерь был использован польскими властями для содержания советских военнопленных, а также пленных из украинских формирований (с перерывом во время наступления Красной Армии в 1920 году).
Согласно современным польским данным, из-за эпидемии инфекционных заболеваний в лагере в Брест-Литовске в 1919 году умерло более 1000 российских и украинских военнопленных.

Состояние дел в лагере в тёплое время, на август 1919 года, станет известным военному министру из доклада санитарного департамента, который ему сделают в декабре: 
Лагерь в сараях над Бугом (Bug-schuppe) с точки зрения помещений наихудший из 3-х лагерей; высокие, огромные, длинные сараи, в которых установлены нары в два яруса; темно (очень маленькие окошечки), несмотря на проветривание, воздух плохой и душный. В третьем деревянном бараке над самим Бугом находятся офицеры, и это помещение нехорошее, над самой водой, большие дыры в стенах, множество комаров.
Так же в летнем (06.08.1919) отчёте генерал-поручика Гордыньского говорится о плачевном положении дел в лагере:
Пленные числом около 8 тысяч размещены в трёх местах; в форте Берга, в так называемом "Bug-schuppe" и Граевских казармах. Помещение в форте Берга и в так называемом "Bug-schuppe" не отвечает самым примитивным санитарным требованиям, что фатальным образом отражается на состоянии здоровья пленных. Набитые в тёмные, влажные казематы, они частично лежат на голых нарах, частично на деревянном (в Bug-schuppe) или цементном полу, не имея ни клочка соломы или матраса для подстилки, и только то здесь, то там видна охапка увядшей, собственными руками сорванной травы ...
Посетившие в октябре 1919 года объекты лагеря в Брест-Литовске уполномоченные Красного Креста констатировали, что «они поражены недостаточностью статистических данных по заболеваемости и смертности пленных».

Вот так описывали представители Международного комитета Красного Креста условия в лагере Буг-шуппе:
От караульных помещений, так же как и от бывших конюшен, в которых размещены военнопленные, исходит тошнотворный запах. Пленные зябко жмутся вокруг импровизированной печки, где горят несколько поленьев, — единственный способ обогрева. Ночью, укрываясь от первых холодов, они тесными рядами укладываются группами по 300 человек в плохо освещённых и плохо проветриваемых бараках, на досках, без матрасов и одеял. Пленные большей частью одеты в лохмотья… из-за скученности помещений, не пригодных для жилья; совместного тесного проживания здоровых военнопленных и заразных больных, многие из которых тут же и умирали; недостаточности питания, о чем свидетельствуют многочисленные случаи истощения; отеков, голода в течение трёх месяцев пребывания в Бресте, — лагерь в Брест-Литовске представлял собой настоящий некрополь.
Кроме того, представители Красного Креста сделали следующее осторожное замечание о динамике численности заключённых лагеря:
Следует напомнить, что число пленных, заключённых в крепости, в августе достигло, если нет ошибки, 10000 человек, а 10 октября составляло 3861 человек. Такое сокращение объясняется, помимо высоких показателей смертности, освобождением и эвакуацией пленных в различные лагеря в Галицию, Познань, Стшалково, Модлин, где санитарные условия также недостаточны, Демблин, Бялу и т.д.
7 ноября 1919 года представитель министерства военных дел сообщил на заседании комиссии польского Сейма, что лагерь пленных в Брест-Литовске находится в стадии ликвидации, и вместо него создадут «распределительную станцию». Дела по лагерю передаются из ведения верховного командования Войска Польского в ведение министерства военных дел. При этом численность заключённых на тот момент составляла: 1002 «большевицких пленных», 779 украинских пленных, 365 интернированных.
В 1920 году из-за неподходящих условий содержания и приближения линии фронта (1 августа Красная армия возьмёт Брест-Литовск) лагерь в крепости был закрыт.
Но после того, как в августе 1920 года линия фронта советско-польской войны вновь откатилась на восток вследствие Варшавской битвы, учреждение в той или иной форме продолжило своё существование в Брест-Литовске. Так, согласно сводке Министерства военных дел Польши №40 от 6 марта 1921 года, перед самым концом войны в Брест-Литовске имеется «концентрационный пункт», в котором содержится 722 «большевицких пленных». Согласно советскому уполномоченному К.Лапину, который по заключении в марте мирного договора осуществил в июне 1921 года обследование лагерей пленных, в Брест-Литовске для содержания пленных продолжали использовать постройки Брестской крепости (сырой подвал неназванного форта).

## См.также
- Советско-польская война
- Польско-украинская война
- Военнопленные польско-советской войны
- «Домбе»
- «Тухоля»
- «Щипёрно»
- «Вадовице»
- «Стшалково»
- «Пикулице»